# Görög teknős
A görög teknős (Testudo hermanni) a hüllők (Reptilia) osztályába sorolt teknősök (Testudines) rendjében a szárazföldi teknősfélék (Testudinidae) családjának egyik faja.

## Származása, elterjedése
Dél-Európában, a Mediterráneumban honos. Megtalálható a Balkán félszigeten Görögországban, Szerbiában, Horvátországban, Montenegróban és Bulgáriában, ezen kívül Olaszország, Korzika, Szardínia és Dél-Franciaország egyes területein. Romániában csak a Kazán- és Vaskapu-szoros környékén él egy elszigetelt populációja.

## Alfajai
- T. h. hermanni: élőhelye Olaszország és Dél-Franciaország. Kisebb termetű és színesebb mintázatú, nagyobb a combpajzsa, mint a mellpajzsa.
- T. h. boettgeri: a Balkánon él, nagyobb méretű, fakóbb színű, a mellpajzsa nagyobb, mint a combpajzsa. A régebbi rendszertanok által elismert T. h. hercegovinensis és T. h. pelloponesica alfajokat újabban ezzel az alfajjal azonosítják.

## Megjelenése, felépítése
A kifejlett egyed hossza 12–23 centiméter. Páncélja magasan ívelt, ovális, mellvértje lapos. Okkersárga alapszínét eltérő méretű sötét foltok tarkázzák, de a mintázat egyes egyedekről hiányozhat. Végtagjai erőteljesek, hosszú, ásásra alkalmas karmokban végződnek. Fontos ismertető bélyege a farok feletti (anális) szarulemez osztottsága és a farok végén növő kis szarupikkely: ezek különböztetik meg a fajt a sokszor nagyon hasonló mór teknőstől (Testudo graeca), amelynél az anális pikkely osztatlan és a farok végén nincs szarupikkely.
Csak az ivarérett (adult vagy subadult állapotú) példányok nemét tudjuk szabad szemmel is meghatározni. A hímek farka igen hosszú és vaskos, a nőstényeké rövid, jelentéktelen. Emellett a hímek mellvértje a párzási pozíció könnyítése érdekében kissé homorú. A kifejlett nőstények a hímeknél nagyobbak.
Páncéljukon jól megfigyelhető növekedésük szakaszossága, de e rovátoltság alapján koruk nem állapítható meg. Az idősebb példányokról a rovátkák lekophatnak, a páncél kisimul. Némely egyedek páncélja csorbult vagy foltokban csontig kopott. Ezeket a sérüléseket a leggyakrabban olyan ragadozó madarak okozzák úgy, amelyek a levegőből sziklákra, néha úttestre ejtik a teknősöket, hogy páncéljuk összetörjön.
A fogságban rosszul táplált (gyümölcsökkel-zöldségekkel etetett), beteg teknősök páncélja általában nem egyenletes, besüppedt vagy „piramis” alakú. Szarukávájuk, azaz „csőrük” sokszor (általában ugyancsak a rossz táplálás miatt) túlnő. A túlnőtt szarukávát az állatorvos le tudja vágni, viszont a páncél deformálódását nem tudjuk rendbehozni — legfeljebb annyit érhetünk el, hogy ne romoljon tovább.

## Életmódja, élőhelye
Nappal aktív; idejének nagy részét táplálkozással tölti. Növényevőként a rostos és rendszerint sok kalciumot tartalmazó lágyszárúakat eszi, leginkább a pillangósvirágúakat (Fabaceae). Kimutatták, hogy egy olaszországi populációjuk rendszeresen eszi a szúrós csodabogyó (Ruscus aculeatus) terméseit. Étrendjében viszonylag sok az emlősöket mérgező alkaloidokat]] termelő növény, mint például a boglárkafélék (Ranunculaceae). Egy tanulmány szerint ezek mérgek egyes bélparaziták ellen is hatékonyak.
A meleg tisztásokkal tarkított, síksági tölgyerdőket ligeteket kedveli, de megtalálható nyílt gyepeken, száraz, köves domboldalakon és mezőgazdasági területeken is.
A kifejlett teknősnek kevés a természetes ellensége. Nagyobb ragadozó madarak — bizonyítottan a szakállas saskeselyű (Gypaetus barbatus) és a szirti sas (Aquila chrysaetos) — a magasról sziklás-köves talajra ejtve őket feltörhetik a páncéljukat.
Novembertől márciusig telelésnek, majd felébredve 1–2 hétig intenzíven táplálkoznak. Amikor már beindult az emésztésük, helyreállt a keringésük és a kondíciójuk, párzanak. Ilyenkor a hímek igen hevesen udvarolnak és rengeteget mozognak, nagy területen kutatnak nőstények után. Utóbbiak általában passzívak, gyakran tudomást sem vesznek a hímekről, próbálnak továbbhaladni. Ilyenkor a hím hosszas lökdösődéssel udvarol. A nemi aktus közben a hím magas, sípoló hangokat ad ki. A nőstények május és július között, maguk ásta gödrökbe rakják le tojásaikat — egy-egy gödörbe 5–8 darabot. A 32 x 25 milliméteres tojások az időjárástól, hőmérséklettől függően 57–100 nap alatt kelnek ki. Évente több fészekaljuk is lehet. A kis teknősök nemét a hőmérséklet határozza meg: a melegebb időben nőstények, a hűvösebben inkább hímek kelnek ki.

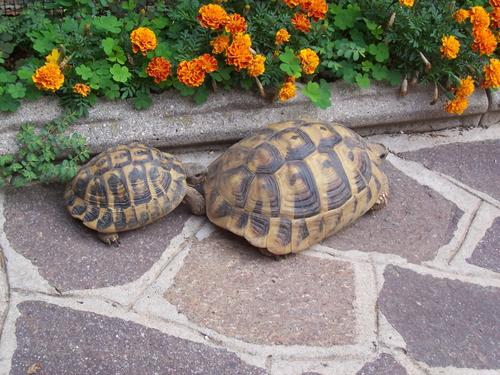
Séta a kertben

## Tartása
A görög teknős népszerű díszállat, és bár tartása nem kifejezetten nehéz, sok figyelmet és időt igényel. Megfelelő gondoskodás mellett igen szívós és hosszú életű terráriumi állat. Mivel védett, csökkenő állományú faj, csak fogságban, megbízható tenyésztőnél született teknőst vásároljunk! Magyarországon csak CITES-engedéllyel ellátott egyedek tarthatók és a 10 cm-es páncélhosszúság elérése után pedig az állatokat microchippel kell ellátni.

### A terrárium
A terrárium ajánlott minimális méretei:
- hossza a teknős páncélhosszának minimum 7-szerese,
- szélessége a teknős páncélhosszának minimum 6-szorosa.

Természetesen minél nagyobb élőhelyet tudunk biztosítani, annál jobb.

#### Aljzat
A legmegfelelőbb a természetes, vegyszermentes kerti föld, a jobb víztarás érdekében esetleg kevés mulccsal keverve. Állatkereskedésben sokszor javasolnak kókuszrostot, homokot és egyéb aljzattípusokat, de ezek károsan hathatnak a teknős ízületeire. A tápcsatornába jutott homok akár el is zárhatja a beleket.

#### Berendezés
A terrárium berendezésekor törekedjünk az állat természetes élőhelyének utánzására. Erre a célra használhatunk köveket, fadarabokat, élő- vagy műnövényeket. Mivel növényevő állatról van szó, érdemes olyan növéyeket használnunk, amelyeket a teknős nem tud egyhamar tönkretenni. Jó megoldás lehet az állatok természetes élőhelyén is előforduló ajakos fűszernövények (kakukkfű, rozmaring, levendula stb.) használata. Ezek a növények nem csak szívósak és szárazságtűrők, de erős szagú illóolajaik teknősünk kielégíthetetlen étvágyától is megvédik őket. Terráriumi körülmények között a növények gyakran hamar elszáradnak, de így is igen esztétikus hatást tudnak nyújtani. Helyezzünk a terráriumba megfelelő méretű itatót is.

#### Világítás
Változó testhőmérsékletű állatok lévén a teknősöknek külső hőforrásra van szükségük anyagcseréjük egészséges működéséhez. A terráriumban emiatt napi ~12 órán keresztül működtetnünk kell egy melegítő izzólámpát, amely alatt állataink "napozni" tudnak. Emellett szükség van egy speciális, UV-B sugárzást biztosító izzóra a D3-vitamin szintézisének elősegítése érdekében. Kifejezetten terráriumi felhasználásra gyártott izzókat könnyedén beszerezhetünk az állatkereskedésekben.

### Kültéri tartás
Ha erre lehetőségünk van, nyaranta érdemes teknőseinket kiköltöztetnünk egy elkerített kerti kifutóba. Figyeljünk oda a kifutó megfelelő bekerítésére, észben tartva azt is, hogy a teknősök igen jó ásók. A kifutóban is álljon az állatok rendelkezésére ivóvíz, valamint árnyékot és búvóhelyet szolgáltató bokrok és fűcsomók, vagy egyéb fedezék.

### Takarmányozásuk
Nagyon fontos a teknősök megfelelő, változatos táplálása. Természetes élőhelyükön magas kalciumtartalmú vadnövényekkel, gyomokkal táplálkoznak (pl. lucerna, pitypang, útifüvek, csorbóka, tyúkhúr, papsajtmályva, fehér here, vörös here, stb.), fogságban is ilyen takarmányra van szükségük. Télen, ha ezek a növények nem elérhetők, vásárolhatunk madársalátát (Valerianella), rukkolát, cikóriát, kínai kelt. Zöldségekkel, gyümölcsökkel való táplálásukat kerüljük. A gyermekláncfű levele népszerű takarmánynövény, ám magas oxálsavtartalma miatt egyoldalú fogyasztása hosszú távon káros lehet, így érdemes más vadnövényekkel keverve etetni.
Bár a görög teknősök ritkán isznak, fontos a megfelelő vízellátásuk. Kerüljük a nagyon száraz körülmények között való tartásukat, élőhelyükön mindig álljon rendelkezésükre ivóvíz. Olykor megkínálhatjuk őket valamilyen lédús gyümölccsel, például görögdinnyével.

### Gyakori hibák
Ne tegyük ki a teknősöket a padlóra sétálni, mivel a kemény, sima felületen való mozgás károsítja ízületeiket. Megfelelő méretű terráriumban a teknős bőségesen ki tudja elégíteni mozgásigényét. Kerüljük a teknősök rendszeres simogatását, fogdosását, hiszen ez felesleges stresszfaktor az állatok számára.
Mint minden fogságban tartott állat, a teknősök is igénylik a kellő odafigyelést. Kövessük figyelemmel állataink viselkedését, fejlődését, hogy időben észrevegyük és orvosolhassuk az esetleges rendellenességeket. Szerezzük be egy tapasztalt teknőstartó vagy szakértő állatorvos elérhetőségét, hogy szükség esetén hozzájuk fordulhassunk segítségért.

## Védettsége
Az élőhelyek pusztulása és az illegális kisállat-kereskedelem következtében vad állományai csökkenőben vannak. A Természetvédelmi Világszövetség a fajt a mérsékelten fenyegetettek közé sorolja. Tartásához CITES-engedély szükséges.

## Állatkertekben
Szinte minden állatkertben élnek görög teknősök. Magyarországon a Budapesti Állatkertben, a Nyíregyházi Állatparkban, a Veszprémi Állatkertben, a Debreceni Állatkertben, a Kecskeméti Vadaskertben, a Győri Állatkertben, a Miskolci Állatkertben, a Pécsi Állatkertben, a Jászberényi Állatkertben, a Szegedi Vadasparkban és a Gyöngyösi Állatkertben tartanak görög teknősöket.